# Anche libero va bene
Anche libero va bene è un film del 2006, diretto dall'attore Kim Rossi Stuart, all'esordio nella regia, e presentato con successo nella Quinzaine des Réalisateurs del Festival di Cannes 2006.

## Trama
Tommi, un ragazzino di undici anni, vive con il padre Renato e la sorella Viola, che non perde occasione per fargli scherzi e dispetti, ma che rappresenta un solido legame affettivo sia per lui sia per il padre.
Renato sembra prendere la vita, la società e i rapporti in generale come un campo di gara dal quale uscire vincitore e non perde occasione per tentare di forgiare Tommi, alternando momenti di durezza ad altri di dolcezza.
Nonostante alcune difficoltà i tre vivono con intesa, ritagliandosi momenti di divertimento e serenità. Il ritorno improvviso di Stefania, la madre, che scopriamo avere più volte lasciato la famiglia scomparendo nel nulla, smuove sentimenti forti e fa saltare gli equilibri.
Tommi, che ha sedimentato una forte diffidenza nei suoi confronti, le resiste, mentre, contemporaneamente, l'immagine mitica del padre si sgretola davanti ai suoi occhi, tramutandosi in quella di un uomo, con le sue fragilità.